# Ritornare alle 17
Ritornare alle 17 è il quarto album (terzo in studio) del duo italiano Cochi e Renato, pubblicato nel 1976.

## Descrizione
L'album contiene i brani Sturmtruppen e Generale Pizza, tratti dalla colonna sonora del film Sturmtruppen distribuito nello stesso 1976, diretto da Salvatore Samperi e scritto da Cochi e Renato.
L'album è stato pubblicato dall'etichetta discografica Derby nel 1976 in due formati: LP, con numero di catalogo DBR 81768, e musicassetta, con numero di catalogo 40 DBR 81768. Non esistono altre edizioni o ristampe di questo disco.
Dal disco è stato estratto il singolo, Sturmtruppen/L'inquilino, pubblicato dalla stessa Derby lo stesso anno in formato 7" con numero di catalogo DBR 4806.

## Tracce
1. L'inquilino – 4:43 (Enzo Jannacci, Renato Pozzetto, Cochi Ponzoni)
2. Il Pino – 6:33 (Enzo Jannacci, Renato Pozzetto, Cochi Ponzoni)
3. Sturmtruppen – 2:40 (Enzo Jannacci)
4. Generale Pizza – 2:55 (Enzo Jannacci, Renato Pozzetto, Cochi Ponzoni)
5. Cos'è la vita – 4:00 (Enzo Jannacci, Massimo Boldi)
6. Stella stellina – 4:03 (Enzo Jannacci, Renato Pozzetto, Cochi Ponzoni)
7. La moto – 3:58 (Dario Fo, Enzo Jannacci)
8. A Lourdes – 5:04 (Enzo Jannacci, Renato Pozzetto, Cochi Ponzoni)

Durata totale: 33:56

## Crediti
- Cochi Ponzoni - voce, chitarra
- Renato Pozzetto - voce, chitarra
- Enzo Jannacci - voce (in Sturmtruppen), arrangiamenti
- Achille Manzotti - produzione

## Edizioni
- 1976 - Ritorno alle 17 (Derby, DBR 81768, LP)
- 1976 - Ritorno alle 17 (Derby, 40 DBR 81768, MC)